# Марк Седацій Северіан
Марк Седацій Северіан (лат. Marcus Sedatius Severianus; 105 — 161) — державний і військовий діяч Римської імперії, консул-суффект 153 року. Повне ім'я Марк Седацій Северіан Юлій Акр Метіллій Непот Руфін Тиберій Рутіліан Цензор.

## Життєпис
Походив з сенаторської галльської родини Седаціїв Северіанів з Нарбонської Галлії. Службу розпочав як квестор у Сицилії. У 140 році став народним трибуном. Тоді ж став патроном міста Кадуків (сучасний Кагор) у Галлії. Після цього обіймав посаду претора.
У середині 140-х років призначений легатом V Македонського легіону у Тресміді (Нижня Мезія). Після цього став куратором Фламінієвої дороги. Згодом очолив XIII Парний легіон. З 151 до 152 року як імператорський легат-пропретор керував провінцією Дакія. Під час свого правління зумів завоювати повагу місцевого населення. Сприяв розбудові міста Ульпія Траяни (колишньої Сармізегетуси).
У 153 році став консулом-суффектом разом з Публієм Септимієм Апером. У 154 році призначений імператорським легатом-пропретором у провінцію Каппадокія. У 161 році втрутився у справи Парфянського царства, коли парфянський цар Вологез IV вирішив замінити римського ставленика Сохемоса на свого — Бакура. У вирішальній триденній битві при Елегеї в Осроені Северіан зазнав поразки й загинув у битві. Лукіан назвав його «дурним кельтом, який повірив прогнозам так званого пророка Олександра з Абонотіха», що обіцяв Северіану перемогу, а після розгрому римлян змінив текст свого передбачення. Поразка Седація призвела до великої війни між Римом і Парфією.